# Мидино (озеро)
Мидино — озеро в муниципальном образовании «Себежское» (в части бывшей Глембочинской волости) на юго-западе Себежского района Псковской области, к западу от озера Белое и в 10 км к юго-западу от Себежа.
Площадь водосборного бассейна — 13,3 км².
Озеро находится на территории Себежского национального парка.
Площадь — 1,0 км² (102,6 га, с островами — 104,0 га). Максимальная глубина — 4,5 м, средняя глубина — 2,7 м.
На берегу озера расположены деревни Мидино (на юге) и Залесье (на западе). В 3 км к югу от озера находится бывший волостной центр, деревня Глембочино.
Проточное. Через ручей Мидинский или речку Сторона и проточные озёра (Белое, Нечерица) и реки Свольна и Дрисса соединяется с рекой Западная Двина.
Тип озера лещово-плотвичный с уклеей. Массовые виды рыб: щука, плотва, окунь, ерш, красноперка, лещ, густера, карась, линь, налим, уклея, угорь, вьюн.
Для озера характерны: в прибрежье — луга, болото, леса; в литорали — песок, галька, торф, заиленный песок, глина, ил, в центре — ил, камень; есть сплавины.